# Тазтуба
Тазтуба (баш. Таҙтүбә) — деревня в Бураевском районе Башкортостана,, входит в состав Тепляковского сельсовета. 

## Население
| 2002 | 2009 | 2010 |
| ---- | ---- | ---- |
| 40   | ↘20  | ↘12  |

Согласно переписи 2002 года, преобладающая национальность — башкиры (72 %).

## Географическое положение
Расстояние до:
- районного центра (Бураево): 29 км,
- центра сельсовета (Тепляки): 9 км,
- ближайшей ж/д станции (Янаул): 97 км.